# Депутаты Верховного Совета Автономной Республики Крым IV созыва
Список депутатов Верховного Совета Крыма 4-го созыва (2002—2006)
| Фамилия, имя, отчество            | Год рождения | Избирательный округ | Место избрания          | Партийность                                      |
| --------------------------------- | ------------ | ------------------- | ----------------------- | ------------------------------------------------ |
| Абдулаев Азиз Рефатович           | 1953         | 88                  | Сакский район           | беспартийный                                     |
| Авидзба Анатолий Мканович         | 1951         | 54                  | Ялта                    | Компартия Украины                                |
| Адамень Фёдор Фёдорович           | 1941         | 98                  | Советский район         | беспартийный                                     |
| Агеев Виктор Николаевич           | 1959         | 31                  | Симферополь             | беспартийный                                     |
| Акимов Павел Иванович             | 1951         | 85                  | Раздольненский район    | Аграрная партия Украины                          |
| Акопян Рудольф Сароевич           | 1944         | 86                  | Раздольненский район    | беспартийный                                     |
| Алексеенко Светлана Степановна    | 1938—2009    | 5                   | Джанкой                 | Селянская партия Украины                         |
| Ануфриев Владимир Александрович   | 1938—2011    | 35                  | Симферополь             | беспартийный                                     |
| Арабаджиев Владимир Иванович      | 1953         | 20                  | Керчь                   | беспартийный                                     |
| Аронов Рувим Львович              | 1955         | 41                  | Симферополь             | беспартийный                                     |
| Арудов Малхази Семенович          | 1960         | 78                  | Ленинский район         | Партия "Демократический союз"                    |
| Асмолова Елена Николаевна         | 1965         | 3                   | Алушта                  | Компартия Украины                                |
| Бабанин Геннадий Иванович         | 1957         | 47                  | Феодосия                | беспартийный                                     |
| Бабенко Геннадий Александрович    | 1950         | 27                  | Симферополь             | беспартийный                                     |
| Багров Николай Васильевич         | 1937         | 43                  | Симферополь             | беспартийный                                     |
| Бартенев Александр Владимирович   | 1958—2013    | 49                  | Феодосия                | беспартийный                                     |
| Баталин Александр Сергеевич       | 1946         | 42                  | Симферополь             | Партия промышленников и предпринимателей Украины |
| Безазиев Лентун Романович         | 1942         | 29                  | Симферополь             | Компартия Украины                                |
| Бондарь Александр Петрович        | 1955         | 82                  | Нижнегорский район      | Компартия Украины                                |
| Бондарь Иван Яковлевич            | 1941         | 89                  | Сакский район           | Народно-демократическая партия                   |
| Борисов Алексей Дмитриевич        | 1950—2007    | 19                  | Керчь                   | беспартийный                                     |
| Бубнов Евгений Григорьевич        | 1958         | 33                  | Симферополь             | беспартийный                                     |
| Бурдюгов Анатолий Фёдорович       | 1958         | 97                  | Советский район         | беспартийный                                     |
| Бурей Иван Степанович             | 1944         | 11                  | Евпатория               | беспартийный                                     |
| Велижанский Сергей Константинович | 1960         | 68                  | Джанкойский район       | беспартийный                                     |
| Велиляев Ресуль Рефатович         | 1957         | 62                  | Белогорский район       | Народно-демократическая партия                   |
| Верченко Виталий Алексеевич       | 1940         | 90                  | Симферопольский район   | Аграрная партия Украины                          |
| Ганыш Василий Васильевич          | 1957         | 50                  | Феодосия                | беспартийный                                     |
| Гафаров Эдип Саидович             | 1952         | 69                  | Кировский район         | беспартийный                                     |
| Глобинец Григорий Иванович        | 1952         | 75                  | Красногвардейский район | Аграрная партия Украины                          |
| Голикова Валентина Фёдоровна      | 1950         | 1                   | Алушта                  | Компартия Украины                                |
| Гресс Александр Александрович     | 1971         | 87                  | Сакский район           | Народно-демократическая партия                   |
| Гржибовская Галина Николаевна     | 1947         | 60                  | Бахчисарайский район    | беспартийная                                     |
| Гриценко Анатолий Павлович        | 1958         | 79                  | Ленинский район         | беспартийный                                     |
| Груба Григорий Иванович           | 1954         | 99                  | Черноморский район      | беспартийный                                     |
| Гукштейн Евгений Абрамович        | 1951         | 34                  | Симферополь             | СДПУ(о)                                          |
| Дегтярёв Виктор Григорьевич       | 1938         | 23                  | Саки                    | Компартия Украины                                |
| Дейч Борис Давыдович              | 1938         | 44                  | Судак                   | Партия регионов                                  |
| Дзоз Виталина Алексеевна          | 1955         | 51                  | Ялта                    | беспартийная                                     |
| Донич Сергей Георгиевич           | 1961         | 40                  | Симферополь             | Компартия Украины                                |
| Дычук Виталий Викторович          | 1971         | 77                  | Щелкино                 | Трудовая Украина                                 |
| Закорецкий Владимир Николаевич    | 1954         | 94                  | Симферопольский район   | Аграрная партия Украины                          |
| Иванов Афанасий Яковлевич         | 1951         | 30                  | Симферополь             | Компартия Украины                                |
| Иваненко Пётр Иванович            | 1947         | 13                  | Керчь                   | Компартия Украины                                |
| Иоффе Адольф Абрамович            | 1929         | 36                  | Симферополь             | беспартийный                                     |
| Казарин Владимир Павлович         | 1952         | 38                  | Симферополь             | Компартия Украины                                |
| Калын Пётр Савельевич             | 1949         | 93                  | Симферопольский район   | Аграрная партия Украины                          |
| Кангиев Альберт Османович         | 1963         | 63                  | Белогорский район       | Народно-демократическая партия                   |
| Катенкарий Сергей Иванович        | 1952         | 9                   | Евпатория               | беспартийный                                     |
| Киселёв Василий Алексеевич        | 1948         | 67                  | Джанкойский район       | Партия регионов                                  |
| Клычников Владимир Николаевич     | 1964         | 95                  | Симферопольский район   | Партия «Союз»                                    |
| Колисниченко Николай Петрович     | 1949         | 64                  | Белогорский район       | Компартия Украины                                |
| Коломийцев Юрий Ильич             | 1967         | 65                  | Джанкойский район       | беспартийный                                     |
| Котляревский Николай Николаевич   | 1973         | 7                   | Евпатория               | беспартийный                                     |
| Коротких Сергей Васильевич        | 1958         | 80                  | Нижнегорский район      | Компартия Украины                                |
| Котовский Александр Валерьевич    | 1963         | 14                  | Керчь                   | Народно-демократическая партия                   |
| Коцеруба Анатолий Яковлевич       | 1942         | 56                  | Ялта                    | СДПУ(о)                                          |
| Кравченко Александр Григорьевич   | 1952         | 8                   | Евпатория               | Партия регионов                                  |
| Куницын Сергей Владимирович       | 1960         | 21                  | Красноперекопск         | Народно-демократическая партия                   |
| Лазарев Анатолий Иванович         | 1941         | 32                  | Симферополь             | Компартия Украины                                |
| Лютиков Владимир Иванович         | 1954         | 15                  | Керчь                   | беспартийный                                     |
| Малахов Александр Сергеевич       | 1968         | 2                   | Алушта                  | беспартийный                                     |
| Мемедляев Сервер Смедляевич       | 1960         | 70                  | Кировский район         | Аграрная партия Украины                          |
| Михайлов Евгений Анатольевич      | 1951         | 45                  | Судак                   | беспартийный                                     |
| Мостовой Виталий Васильевич       | 1949         | 55                  | Ялта                    | СДПУ(о)                                          |
| Нефед Роман Борисович             | 1965         | 96                  | Симферопольский район   | беспартийный                                     |
| Осадчий Олег Владимирович         | 1951         | 16                  | Керчь                   | беспартийный                                     |
| Османов Кадыр Мустафаевич         | 1956         | 71                  | Кировский район         | Аграрная партия Украины                          |
| Паламарчук Николай Петрович       | 1954         | 25                  | Симферополь             | беспартийный                                     |
| Пиронко Анатолий Викторович       | 1946         | 28                  | Симферополь             | Компартия Украины                                |
| Плужникова Нина Георгиевна        | 1950         | 18                  | Керчь                   | Компартия Украины                                |
| Полищук Владимир Владимирович     | 1958         | 81                  | Нижнегорский район      | беспартийный                                     |
| Прадун Валентин Пантелеевич       | 1956         | 100                 | Черноморский район      | беспартийный                                     |
| Припутников Андрей Владимирович   | 1962         | 37                  | Симферополь             | беспартийный                                     |
| Пятов Василий Васильевич          | 1959         | 83                  | Первомайский район      | беспартийный                                     |
| Раенко Владимир Николаевич        | 1953         | 58                  | Бахчисарайский район    | беспартийный                                     |
| Родивилов Олег Леонидович         | 1965         | 10                  | Евпатория               | Партия "Русско-украинский союз"                  |
| Русецкий Олег Леонидович          | 1961         | 66                  | Джанкойский район       | Аграрная партия Украины                          |
| Рыжко Владимир Николаевич         | 1955         | 84                  | Первомайский район      | Аграрная партия Украины                          |
| Рюмшин Андрей Васильевич          | 1964         | 73                  | Красногвардейский район | беспартийный                                     |
| Рябошапко Владимир Иванович       | 1949         | 92                  | Симферопольский район   | беспартийный                                     |
| Сенченко Андрей Виленович         | 1959         | 39                  | Симферополь             | беспартийный                                     |
| Синицкий Валентин Борисович       | 1948         | 6                   | Джанкой                 | Народно-демократическая партия                   |
| Стадник Виталий Михайлович        | 1960         | 72                  | Красногвардейский район | беспартийный                                     |
| Томашек Георгий Иванович          | 1944         | 91                  | Симферопольский район   | Аграрная партия Украины                          |
| Трандафил Кирилл Иванович         | 1950         | 22                  | Красноперекопск         | беспартийный                                     |
| Умеров Ильми Рустемович           | 1957         | 59                  | Бахчисарайский район    | беспартийный                                     |
| Умрихина Татьяна Викторовна       | 1953         | 18                  | Керчь                   | Компартия Украины                                |
| Хоменко Владимир Петрович         | 1954         | 4                   | Армянск                 | беспартийный                                     |
| Цеков Сергей Павлович             | 1953         | 74                  | Красногвардейский район | Партия "Русско-украинский союз"                  |
| Цыганский Владимир Андреевич      | 1952         | 61                  | Бахчисарайский район    | Аграрная партия Украины                          |
| Черноморов Александр Николаевич   | 1953         | 53                  | Ялта                    | За Русь единую                                   |
| Чумаченко Александр Николаевич    | 1961         | 46                  | Феодосия                | Народно-демократическая партия                   |
| Шайдеров Владимир Александрович   | 1956—2008    | 48                  | Феодосия                | беспартийный                                     |
| Шаталов Николай Александрович     | 1952         | 12                  | Керчь                   | беспартийный                                     |
| Шестаковский Пётр Григорьевич     | 1954         | 76                  | Красноперекопский район | Аграрная партия Украины                          |
| Шибирин Александр Яковлевич       | 1954         | 53                  | Ялта                    | беспартийный                                     |
| Шкаберин Владимир Николаевич      | 1950         | 24                  | Саки                    | беспартийный                                     |
| Шувайников Сергей Иванович        | 1954         | 26                  | Симферополь             | За Русь единую                                   |
| Янаки Николай Леонтьевич          | 1969         | 57                  | Ялта                    | беспартийный                                     |